# Алиев, Мехти Садых оглы
Мехти́ Сады́х оглы́ Али́ев (21 декабря 1907 — 4 мая 1972) — советский и азербайджанский физик, ректор Бакинского государственного университета в 1965—1970 годах.

## Биография
В 1924 году окончил гимназию в Гяндже, преподавал в семинарии. В 1925 году поступил на вновь открывшийся физико-математический факультет Азербайджанского государственного университета, по окончании которого с 1930 года преподавал в педагогическом институте, в 1931—1935 годах — декан физического факультета в том же институте. С 1935 года преподавал в университете, заведовал кафедрой физического факультета.
22 июня 1941 года добровольцем ушёл на фронт; воевал рядовым бойцом в 30-м полку НКВД, участвовал в обороне Донбасса. Был тяжело ранен в левую руку и после лечения в госпитале в мае 1942 года демобилизован по инвалидности.
Работал в Бакинском университете научным работником, деканом физико-математического факультета (1944—1952), проректором (1952—1959). В 1962—1965 годы — ректор Азербайджанского педагогического института, в 1965—1970 — ректор Азербайджанского государственного университета. Читал лекции по оптике, механике и молекулярной физике в указанных вузах, а также в Азербайджанском индустриальном институте и в Закавказском институте железнодорожного транспорта (Тбилиси).
Скончался в 1972 году. Похоронен в Баку на Аллее Почётного захоронения.

### Семья
Сын — Эмин Алиев (1945—2012), физик, лауреат Государственной премии Азербайджана.

## Научная деятельность
В 1949 году защитил кандидатскую диссертацию «Определение жёсткости твёрдых тел методом колебаний».
Автор учебника по оптике (на азербайджанском языке), перевёл на азербайджанский язык учебник А. Ф. Иоффе «Молекулярная физика».

## Награды
- медаль «За боевые заслуги» (6.8.1946)[5]
- орден Трудового Красного Знамени
- орден «Знак Почёта»[1]
- Заслуженный деятель науки Азербайджанской ССР
- Заслуженный педагог Азербайджанской ССР[1]

## Память
Именем М. С. Алиева названа улица в Гяндже.